# Terrestrial Trunked Radio
Pour les articles homonymes, voir Tétra.
Terrestrial Trunked Radio (ou TETRA) est un système de radio numérique mobile professionnel bi-directionnel (comme des talkie-walkies évolués), spécialement conçu pour des services officiels tels que services de secours, forces de polices, ambulances et pompiers, services de transport public et pour l'armée.

Logo de TETRA

L’European Telecommunications Standards Institute a élaboré cette norme pour harmoniser les moyens de télécommunications en Europe, conformément aux normes ETSI EN 300 392-1 et EN 300 392-2. La norme a permis d’homogénéiser les différentes spécifications associées à la ressource radio dans les bandes de spectre radio définies.
Un réseau de type TETRA offre un canal radio partagé ouvert en permanence, et réservé à un groupe d'utilisateurs. Chaque utilisateur peut pousser sur un bouton de son appareil pour parler, et tous les autres utilisateurs entendront sa voix. Ceci permet d'établir une communication immédiate entre un utilisateur sur le terrain et un dispatcher, ou un groupe d'utilisateurs. Les appels de groupe sont essentiels lorsque les instructions d'un officier ou d'un dispatcher doivent être entendues immédiatement par un groupe d'utilisateurs.

## Description
Les équipements radio portatifs TETRA peuvent fonctionner comme des téléphones mobiles, avec un raccordement direct au réseau téléphonique (RTC). L'utilisation normale pour un groupe d'appel est d'appuyer une fois sur le bouton PTT (Push to Talk). L'utilisateur sera relié au dispatcher et à tous les autres utilisateurs dans ce groupe. Le terminal radio peut aussi fonctionner comme un talkie-walkie entre deux personnes, mais sans la limitation de portée puisque l'appel circule toujours via le réseau. Le bouton de secours se trouvant sur le terminal radio permet à l'utilisateur de transmettre des signaux de secours prioritaires au dispatcher, en interrompant si nécessaire toute autre activité radio en cours. 
TETRA utilise le TDMA avec quatre canaux utilisateurs multiplexés sur une porteuse radio ; les porteuses sont espacées de 25 kHz. Les communications Point-à-Point et le transfert point-à-multipoint peuvent être employés. La transmission de données numériques est également incluse dans la norme, mais à faible débit. 
Les stations mobiles TETRA (MS) peuvent communiquer en mode direct ou employer l'infrastructure du réseau (commutation et infrastructure de gestion ou SwMI) faite de stations de base TETRA (TBS). Cela permet des communications directes dans les situations où la couverture radio du réseau a été perdue. Ce mode direct (DMO) inclut également la possibilité d'employer un terminal (ou une chaîne de terminaux) TETRA comme relais pour un signal. Cette fonctionnalité s'appelle passerelle DMO (de DMO à TMO) ou répéteur DMO (DMO à DMO). Dans des opérations de secours, ce dispositif a pu permettre des communications directes en sous-sol ou dans des secteurs avec une mauvaise couverture radio.
En plus des services voix et de gestion des services, le système TETRA peut acheminer plusieurs types de communication de données. Les messages de statut et les services courts de données (SDS) sont fournis sur le canal principal de contrôle du système. Les données en mode paquet ou la communication de données avec commutation de circuits utilisent des canaux dédiés à ces trafics.
Tout le trafic est chiffré grâce à l'algorithme de chiffrement TEA. TETRA assure aussi bien le cryptage de l'émission que le chiffrement de bout en bout.
Des versions adaptées ont vu le jour, les chiffrements TEA1 et TEA4 offrent une sécurité de base et sont destinés à un usage commercial. Le chiffrement TEA2 est réservé aux organisations européennes de sécurité publique tandis que TEA3 s'applique aux situations où TEA2 est approprié mais non disponible.

### Avantages
Les avantages principaux de TETRA par rapport à d'autres technologies (telle que le GSM) sont :
- Une fréquence radio utilisée plus basse, ce qui permet une grande couverture géographique avec un petit nombre d'émetteurs, réduisant ainsi le coût d'infrastructure.
- Un établissement d'appel rapide - un appel de groupe (un vers tous) est généralement émis en 0,5 seconde (typiquement moins de 250 millisecondes pour un appel simple), comparé à plusieurs secondes lors d'un appel sur le réseau GSM.
- Le fait que son infrastructure puisse être séparée de celle du réseau public mobile, et être rendue plus diverse et résiliente par le fait que les stations de base peuvent être à une certaine distance du secteur couvert.
- à la différence de la plupart des technologies cellulaires, les réseaux TETRA fournissent typiquement un certain nombre de modes de secours tels que la capacité pour une station de base de passer des appels locaux en l'absence du reste du réseau, et « le mode direct » où les mobiles peuvent continuer à partager des canaux directement si l'infrastructure du réseau TETRA est hors service ou hors de portée.
- Un mode "passerelle" - où un mobile simple avec un raccordement au réseau peut agir en tant que relais pour d'autres mobiles voisins qui sont hors de portée de l'infrastructure.
- L'infrastructure TETRA fournit également une fonction de point-à-point que les systèmes radio analogiques traditionnels des services de secours ne peuvent pas fournir.

Ceci permet à des utilisateurs d'avoir une liaison radio un-à-un entre mobiles sans devoir passer par un opérateur ou un dispatcher. 
- À la différence des technologies cellulaires, qui relient un abonné à un autre abonné (un à un), TETRA est construit pour supporter les communications un à un, un vers plusieurs et de plusieurs vers plusieurs. Ces modes opérationnels sont parfaitement adaptés à la sécurité publique et aux utilisateurs professionnels.
- Avec TETRA, les communications, tant vocales que données, ne circulent pas en clair. Elles sont toujours chiffrées, aussi bien au niveau de l'émission que de bout à bout.
- Il existe aussi des possibilités d'appel de secours direct en court-circuitant les priorités des autres mobiles pour avoir un acheminement direct. Dans l'industrie, ce système peut aussi être couplé à un système de localisation et d'homme mort (utilisé dans les centrales nucléaires françaises par exemple).
- Au niveau sécurité, il y a la possibilité grâce à l'inscription des mobiles au démarrage de n'autoriser à l'inscription au réseau qu'une liste prédéfinie de mobiles.

### Inconvénients
Ses inconvénients principaux sont:
- TETRA ne peut supporter qu'un nombre de terminaux mobiles très inférieur à ce qu'un réseau GSM et les technologies semblables permettent dans un secteur donné (ceci n'est pas un problème dans les applications pour lesquelles il est normalement employé, mais cela limite la plupart du temps l'utilisation de TETRA à ces applications).
- les combinés sont onéreux (environ 750 Euros en 2003, environ 600 Euros en 2006), à cause des économies d'échelle réduites, des modèles différents adaptés à des besoins variés, comparé au marché des téléphones mobiles grand public. La nécessité d'avoir un terminal sûr et robuste fait aussi augmenter son prix.
- le transfert de données est lent à 7,2 kbit/s par time-slot (le flux de données utilisable n'est que de 3,5 kbit/s), bien que jusqu'à 4 time-slots puissent être combinés pour atteindre des taux plus élevés, en raison de l'adaptation nécessaire à la largeur des canaux de 25 kHz.
- en raison de la nature pulsée (burst) du TDMA utilisé par le protocole, les combinés peuvent interférer avec des dispositifs électroniques sensibles tels que les stimulateurs et défibrillateurs cardiaques, de même qu'avec d'autres équipements de transmission radio quand ils sont utilisés à proximité immédiate (en particulier à moins d'un mètre de distance.)

## Réseaux professionnels en fonctionnement
- Au Canada, la Ville de Québec utilise un réseau TETRA du nom de Service évolué de radiocommunication pour l’agglomération de Québec (SÉRAQ)
- En France, la Ville de Paris utilise un réseau TETRA exploité par TETRACITE, filiale de la RATP. La régie des transports toulousains Tisséo exploite également un réseau TETRA. Il existe aussi le réseau TetraBM couvrant l'ensemble de la métropole Bordelaise. La SNCF exploite le réseau IRIS pour la sûreté ferroviaire sur la région parisienne mais également pour de nombreuses gares et technicentre. L'agglomération nantaise Nantes Métropole possède son propre réseau TETRA qui est à disposition de la régie des transports de la ville Société d'économie mixte des transports en commun de l'agglomération nantaise et également de la police municipale, entretenu par Axians RMP.
- En Grande-Bretagne le service public TETRA est connu sous le nom d'Airwave.
- En Belgique, sous le nom A.S.T.R.I.D..
- Aux Pays-Bas, le système TETRA est appelé C2000.
- En Suède le système RAKEL utilise TETRA.
- En Finlande Le réseau VIRVE (VIRanomaisVErkko, pouvant être traduit par « réseau officiel ») utilise TETRA.

RAKEL, VIRVE(Viranomaisverkko), C2000, Airwave, et A.S.T.R.I.D. sont actuellement les seuls réseaux TETRA couvrant un pays entier.

## Utilisation chez les radioamateurs
Au cours de la dernière décennie, TETRA a connu un succès croissant au sein de la communauté des radioamateurs. La qualité audio supérieure perçue par rapport à d'autres modes vocaux numériques, la capacité de transmission de données par paquets, le SDS, les répéteurs DMO à fréquence unique, la proximité de la bande radioamateur UHF (430-440 MHz) et l'audio full duplex en TMO sont autant d'arguments qui motivent l'expérimentation de cette technologie dans le cadre de contacts.
De nombreuses contraintes doivent être prises en compte lors de l'utilisation de TETRA pour le service radio amateur :
- Dans la plupart des pays, le chiffrement ne peut pas être utilisé.
- La plupart des terminaux anciens (antérieurs à 2010) ne couvrent pas la gamme de fréquences des radioamateurs de la Région 1 (430-440) de manière native, et doivent être modifiés par logiciel, ce qui peut avoir un impact sur les performances RF[1].

De nombreux réseaux amateurs DMO et TMO, sont établis dans toute l'Europe.
En outre, un projet open-source vise à créer une pile TETRA complète basée sur la technologie SDR, avec un répéteur DMO fonctionnel comme démonstrateur de concept.

## Fréquences radio
En Europe, la technologie TETRA utilise les fréquences suivantes :
| Numéro | Couple de Fréquence (MHz) | Couple de Fréquence (MHz) |
| ------ | ------------------------- | ------------------------- |
|        | Bande 1                   | Bande 2                   |
| 1      | 380-383                   | 390-393                   |
| 2      | 383-385                   | 393-395                   |

| Numéro | Couple de Fréquence (MHz) | Couple de Fréquence (MHz) |
| ------ | ------------------------- | ------------------------- |
|        | Bande 1                   | Bande 2                   |
| 1      | 410-420                   | 420-430                   |
| 2      | 870-876                   | 915-921                   |
| 3      | 460-470                   |                           |
| 4      | 385-390                   | 395-399.9                 |

## Aspects Radio et modulation
TETRA utilise une modulation numérique connue sous le nom de π/4 DQPSK qui est une forme de codage en verrouillage de phase. La technologie TETRA utilise le TDMA (voir ci-dessus). La fréquence des symboles est 18000 symboles par seconde, et chaque symbole est codé sur 2 bits. 
Un intervalle de temps (time-slot) se compose de 255 symboles, une trame simple se compose de 4 TS (time-slot), et une multi-trame (dont la durée est approximativement de 1 seconde) se compose de 18 trames. Grâce à une forme verrouillage de phase, la puissance du down-link (liaison-descendante) est constante. Le down-link (c.-à-d. le signal venant de la station de base vers le terminal mobile) est une transmission continue qui comprend les communications spécifiques avec les terminaux mobiles, des données de synchronisation et d'autres flux d'émission (signalisation).
Bien que le système emploie 18 trames par seconde seulement 17 sont employées pour les canaux de trafic. La 18e trame est réservée pour la signalisation ou la synchronisation des différents équipements.
La technologie TETRA n'utilise pas la modulation d'amplitude. Cependant, TETRA émet 17,65 trames par seconde (18 000 symboles/sec/255 symboles/time-slot/4 time-slots/trame), ce qui est la cause de la « modulation d'amplitude » perçue à 17 Hz.

## Resélection de cellule en Images

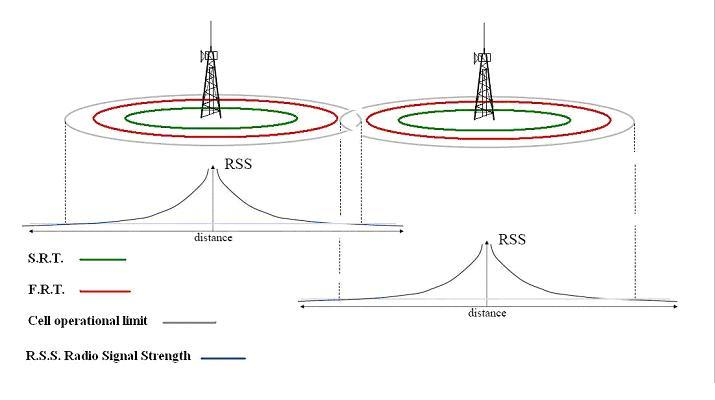
SRT FRT de Cellules voisines

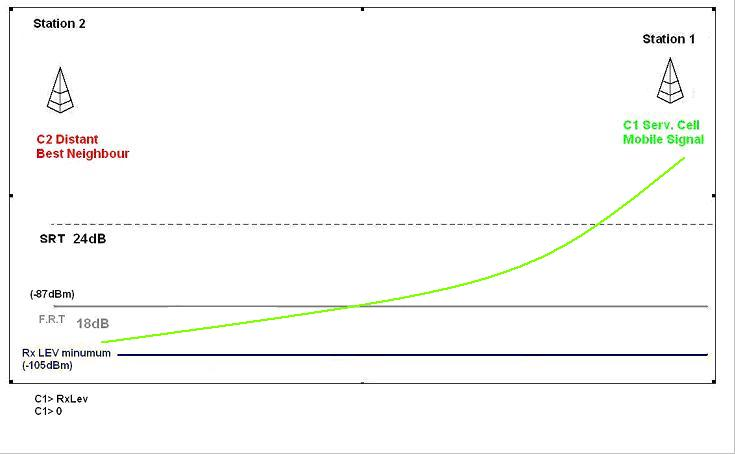
Sélection Initiale de la Cellule

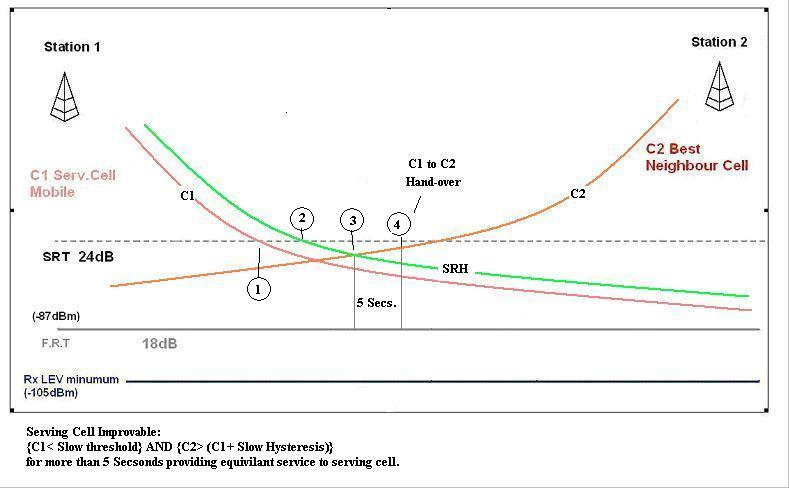
Cellule Améliorable

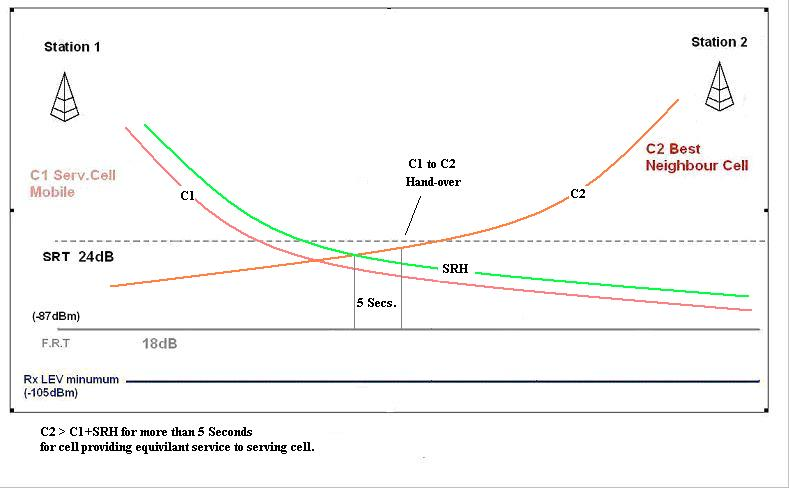
Cellule Utilisable (Usable)

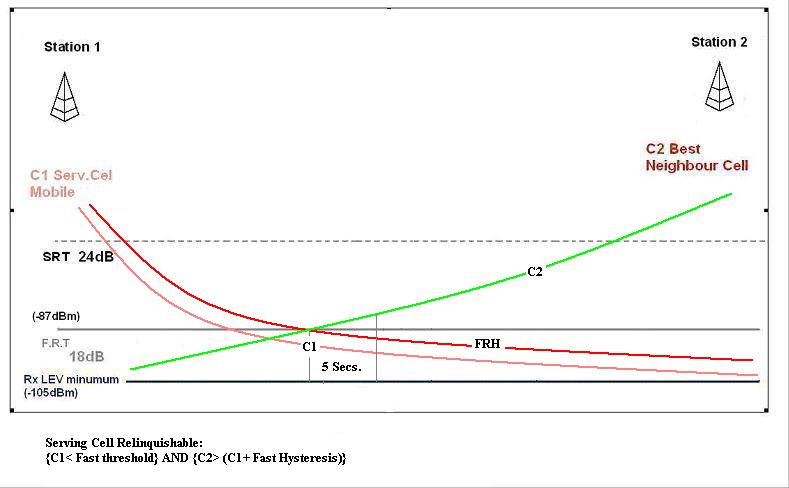
Cellule Abandonnable (Relinquishable)

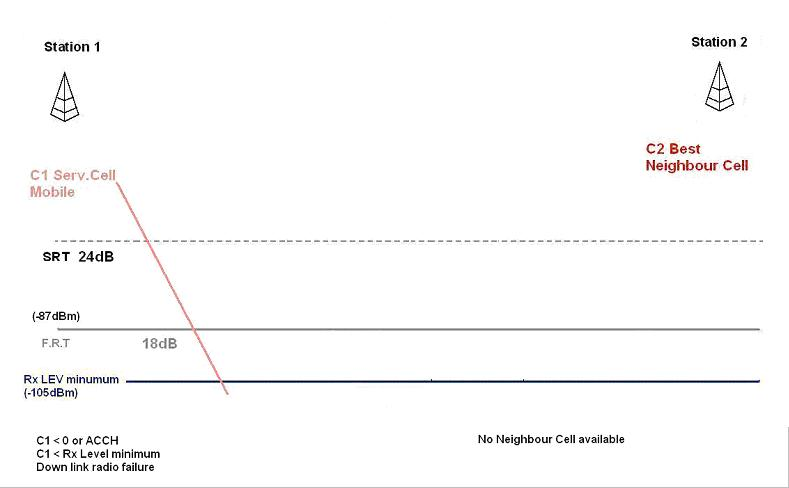
Liaison radio descendante perdue (failed)

Le diagramme montre deux cellules qui se recouvrent l’une avec l'autre. Il montre aussi les seuils (SRT) lents et (FRT) rapides de sélection par rapport au niveau de champ électrique décroissant de la porteuse radio. 
- Les seuils sont situés de telle sorte que les procédures de resélection de cellules se produisent à temps et assurent la continuité de la communication.
- La procédure de sélection initiale de cellules assure que l’équipement mobile MS choisit une cellule avec laquelle il peut décoder les données du lien descendant (downlink) et un canal principal de commande (MCCH) avec lequel il a une probabilité élevée de bonne communication sur le lien montant (uplink).

### Sélection de la cellule initiale
Le choix initial de la cellule est réalisé par des procédures situées dans le MLE et dans la couche MAC. Quand le choix de la cellule est fait, et quand l'enregistrement de la station mobile est effectué, l’équipement (MS) sera attaché à la cellule.
On permet au mobile de choisir au commencement n'importe quelle cellule appropriée qui a une valeur positive de C1, c.à.d. dans laquelle le niveau reçu de la porteuse radio est plus grand que le niveau minimum de réception défini par les paramètres d'accès. L'accès au réseau sera conditionné par le choix réussi d'une cellule
À l’allumage, le mobile fait un choix initial de cellules parmi une des stations de base, qui envoie les paramètres d'échanges initiaux lors de l'activation.
L’équipement mobile lance la resélection (handover) de cellules dans les cas suivants :
- La cellule serveuse devient relinquishable, c'est-à-dire la qualité de la liaison radio est telle que l’équipement radio doit chercher une autre cellule radio.
- La cellule serveuse devient améliorable, c'est-à-dire, la qualité du raccordement est affaiblie et une meilleure qualité est offerte par une cellule voisine. S'il y a un appel en cours, la resélection est remise à plus tard.
- Une cellule voisine devient utilisable, c'est-à-dire, elle a la qualité suffisante de raccordement et elle offre un meilleur service radio.

### Cellule Improvable (Améliorable)
La cellule serveuse devient améliorable (improvable) lorsque :
Le C1 de la cellule serveuse est au-dessous de la valeur définie dans les paramètres radio de resélection des cellules : le seuil de resélection lent SRT "Slow Reselect Threshold", pendant une période minimum de 5 secondes, et lorsque le C1 ou le C2 d'une cellule voisine excèdent la valeur du C1 de la cellule serveuse de la valeur d’hystérésis définie dans les paramètres radio de resélection de cellules : SRH "Slow Reselect Hysteresis" (l'hystérésis de resélection lente) pendant une période minimale de 5 secondes.
Aucune resélection d'une cellule ne doit avoir eu lieu dans les 15 secondes précédentes, à moins que la MS ait demandé une resélection de cellules.

### Cellule utilisable
Une cellule voisine devient utilisable au niveau radio quand :
- La cellule a un lien radio de qualité downlink suffisant.
- Les conditions suivantes sont réunies afin de déclarer une cellule radio voisine utilisable
- La cellule voisine a des paramètres path-loss C1 ou C2 qui sont plus grands que ce qui suit :
  - (FAST_RESELECT_THRESHOLD+FAST_RESELECT_HYSTERISIS) pendant une période minimum de 5 secondes, et le niveau de service fourni par la cellule voisine a une priorité plus haute que celle de la cellule serveuse actuelle.
- Aucune resélection réussie n'a eu lieu dans les 15 secondes précédentes, à moins que le MM ait demandé une resélection de cellule.

L’équipement radio MS-MLE examine les critères d’abandon potentiel de la cellule serveuse à chaque fois qu'une cellule voisine est détectée ou surveillée.
Cellule utilisable signifie : {C1 > (Fast Threshold+ Fast Hysteresis)}

### Cellule relinquishable (abandonnable)
La cellule serveuse devient abandonnable lorsque :
- le C1 de la cellule serveuse est au-dessous de la valeur définie dans les paramètres radio de resélection de cellules d'un réseau : le seuil rapide de resélection "FRT" (Fast Reselection Treshold), pendant une période de 5 secondes, et
- le C1 ou le C2 d'une cellule voisine excède le C1 de la cellule serveuse de la valeur définie dans les paramètres radio de resélection de cellules : "FRH" (Fast Reselection Hysteresis) l'hystérésis rapide de resélection, pendant une période de 5 secondes.
- Aucune resélection réussie ne doit avoir eu lieu dans la cellule dans les 15 secondes précédentes, à moins que le MM (Mobility Management) le gestionnaire de mobilité, ait demande une resélection de cellules.
- L’équipement radio mobile (MS-MLE) doit examiner les critères d’abandon de cellule serveuse à chaque fois qu'une cellule voisine est détectée ou surveillée.

### Radio downlink failure
- Une liaison downlink se termine quand le taux de perte de message (MER) "Message Error Rate" progresse au-dessus de la valeur du seuil DLTO.
- La figure ci-dessus décrit les différents niveaux de seuil définis par les critères de resélection de cellules.
- Quand le seuil FRT a été dépassé, la MS (station mobile) est dans une situation où il est nécessaire d'abandonner la cellule serveuse pour une cellule avec laquelle les communications sont meilleures. C'est-à-dire, la station mobile se rend compte que la porteuse radio se détériore rapidement, et elle doit resélectionner rapidement une autre cellule, avant que les communications soient interrompues en raison de la disparition de la liaison radio. Quand le signal radio de station mobile devient inférieur au seuil minimum de RXLEV, la radio n'est plus en mesure de maintenir des communications acceptables pour l'utilisateur, et la liaison radio finira par s’interrompre.

### Path delay exceeded
| Type de couverture | Paramètre | Distance en km | Type de communication |
| ------------------ | --------- | -------------- | --------------------- |
| Ville              | < 4       | < 8            | Piéton / Métro        |
| Banlieue           | 10 à 18   | 20 à 36        | Bus / Train           |
| Campagne           | 18 à 31   | 36 à 62        | Train inter Régional  |
| En Air             | > 32      | > 64           | en Vol                |

## Interface homme-machine de TETRA
L'interface utilisateur (homme-machine) de TETRA doit être conforme aux normes JSR-118, Mobile Information Device Profile, JSR-37, Wireless Messaging API, JSR120, Connected Limited Device Configuration JSR-139 et Java Technology for the Wireless Industry JTWI 185.
Un tool-kit pour l'utilisation de TETRA dans des applications de transport public a été défini.
il sert à :
- Autoriser tout agent dans l'exercice de ses fonctions à exploiter tout terminal radio chargé et disponible sans contrainte matérielle.
- Fournir les applications spécifiques aux agents utilisateurs du transport public, notamment : les prises de service), les alerte de fraude, l'alerte agression…

Le menu principal présenté à l’utilisateur, offre au moins trois possibilités :
1. Prises de service,
2. Statut SDS,
3. Paramètres de l'utilisateur.

La prise de service permet de personnaliser n'importe quel terminal radio chargé, et en état de bon fonctionnement, de l'adapter à son utilisateur sur le réseau TETRA, pour la durée de sa mission, ou tant qu'il le conserve en sa possession.
| Manifest-Version 1.0         | Operational TETRA MIDlet           | Operational TETRA MIDlet |  |
| Transport Operation Software |                                    |                          |  |
| MIDLet-Vendor                | Vendor name                        |                          |  |
| MicroEdition-Profile         | MIDP-2.0                           |                          |  |
| Midlet-Category              | Game                               |                          |  |
| MIDlet Name                  | TETRA                              |                          |  |
| MIDlet-1                     | Ihm, MIDlet                        |                          |  |
| MicroEdition-Configuration   | CLDC-1.1                           |                          |  |
| Polish Version               | 2008-03-27                         |                          |  |
| MIDlet-Permissions           | javax.microedition.io.PushRegistry |                          |  |
| MIDlet-Version               | 1.3.4                              |                          |  |